# Drakova enačba
Drakova enačba (znana tudi kot enačba Green Banka ali Saganova enačba) je slaven rezultat na spekulativnem področju ksenobiologije in astrosociobiologije ter iskanja zunajzemeljskega razumnega življenja.
Enačbo je zapisal ameriški astronom in astrofizik Frank Drake novembra leta 1960 v Green Banku (zato se imenuje tudi Green Bankova formula) v poskusu, da bi ocenil število razvitih zunajzemeljskih civilizacij v krajevni Galaksiji, s katerimi bi lahko navezali stik. Glavni namen enačbe je omogočiti znanstvenikom, da določijo količino nezanesljivih dejavnikov, ki določajo število zunajzemeljskih civilizacij.

## Predrazvoj
Iz žvepla in silicija temelječe življenje v enačbi ni upoštevano, ker se njegovega obstoja ne da predvideti, če sploh ali pod kakšnimi pogoji obstaja oz. bi lahko nastalo. Drakova opazovanja se nanašajo na življenje, ki je razvilo določene pogoje v zvezi z razmerami in razporeditvijo dušika in ogljika in je razvilo dejavnik negotovosti. Človek kot življenjska oblika velja kot dokaz, da lahko deluje. Sistem ali planet, na katerem bi se takšno življenje lahko razvilo, mora izpolnjevati določene fizikalne in kemične predpostavke.
Eden glavnih pogojev je ta, da morajo obstajati Soncu podobne zvezde 2. ali 3. generacije (beri zvezdne populacije). Samo v njihovi okolici obstaja zadosti potrebnih elementov (od vodika in helija do težjih elementov), poleg tega pa imajo le-te življenjsko dobo več milijard let, tako da je na voljo dovolj časa za razvoj živih bitij ter da zgorevajo enakomerno. Slednje je zelo pomembno, saj bi izbruhi sevanja (superblišči) zvezd z večjo maso uničili vsako obliko življenja, poleg tega pa imajo tovrstne zvezde kratko življenjsko dobo. Po drugi strani ponujajo lažje zvezde premalo energije.
Drugi glavni pogoj je ta da mora biti sistem na ravno pravšnji razdalji od galaktičnega središča, saj vemo, da tam obstaja velikanska in masivna črna luknja in da so tam zvezde posejane veliko bolj na gosto. Zaradi tega bi se lahko uničile orbite planetov. Orbita mora imeti periodo vrtenja, ki je ravno dovolj kratka, da poskrbi za enakomerno obsevanje planeta s strani njegove matične zvezde v sistemu. Rotacijska os ne sme biti preveč nagnjena, da ne bi bile prevelike razlike med letnimi časi. Za stabilni naklon osi vrtenja planeta okoli svoje osi so pomembni naravni sateliti, kar stabilizira tudi podnebje na planetu. Plinski velikan, kot je npr. Jupiter, bi v sistemu deloval kot »zaščitnik« oz. »mecen, podpornik“, da se spremenijo orbite oz. se izvržejo iz sistema kometi in manjša nebesna telesa.
Masa samega planeta mora biti dovolj velika, da planet obdrži atmosfero; če je prevelika, nastane ojačan učinek »tople grede«. Nujno je tudi magnetno polje, ki varuje vsa živa bitja pred kozmičnim sevanjem (in zvezdnim /sončevim/ vetrom). V zvezi s tem je potrebna prisotnost radioaktivnih jeder, ki v sami sredici zagotavljajo dovolj toplote, ki poskrbi za gibanje snovi po notranjosti planeta; zaradi gibanja nastane t. i. učinek dinama, s tem pa magnetno polje planeta.
Ostali pogoji so naslednji:
- Vlažnost zraka in ozonska plast morata biti usklajena;
- Potrebna je tektonika plošč, ki omogoča tvorbo kopenskih mas – kontinentov;
- Kot dolgoročni termostat mora obstajati geokemični ciklus ogljika in silicija, da se kompenzira sevanje zvezde;
- Obstajati morajo tudi oceani in biti v ravnovesju drug z drugim;
- Kot pospeševalec evolucije je potrebno nekaj trčenj meteoritov;
- Obstajati morajo klimatska področja, v katerih vladajo znosne temperature od -25 do +60 °C;
- Voda na površju planeta mora biti v tekočem stanju.

## Enačba
{\displaystyle N=R^{*}\cdot f_{\mathrm {s} }\cdot f_{\mathrm {p} }\cdot n_{\mathrm {e} }\cdot f_{\mathrm {l} }\cdot f_{\mathrm {i} }\cdot f_{\mathrm {c} }\cdot L\!\,.}

### Razčlenitev enačbe
{\displaystyle N\!\,}     – število civilizacij v krajevni Galaksiji, s katerimi bi se domnevno lahko sporazumevalo.
{\displaystyle R^{*}\!\,} – razmerje zvezdnih skupin v krajevni Galaksiji.
{\displaystyle f_{\mathrm {s} }\!\,} – merilo Soncu podobnih zvezd z lastnimi planeti.
{\displaystyle f_{\mathrm {p} }\!\,} – merilo zvezd z lastnimi planeti.
{\displaystyle n_{\mathrm {e} }\!\,} – povprečno število planetov, ki omogočajo življenje v razmerju z zvezdo, ki ima planete.
{\displaystyle f_{\mathrm {l} }\!\,} – merilo naseljivih planetov, kjer se domnevno lahko razvije življenje.
{\displaystyle f_{\mathrm {i} }\!\,} – merilo planetov, kjer se dejansko razvije življenje.
{\displaystyle f_{\mathrm {c} }\!\,} – merilo tistih, ki bi želeli ali se bili sposobni sporazumevati.
{\displaystyle L\!\,}     – pričakovana življenjska doba take civilizacije.
Podrobnejši opis dejavnikov v enačbi:
- {\displaystyle R^{*}\!\,} – povprečna vrednost nastajanja zvezd na eno leto dni:

Srednja vrednost nastajanja zvezd je na podlagi empiričnih opazovanj npr. s Hubblovim vesoljskim daljnogledom (HST) relativno točno znana in znaša 1. Pri teh opazovanjih moramo biti pozorni na zvezde, ki so povprečne velikosti. Zvezde, ki so večje in z večjim izsevom, kot je naše Sonce, porabijo svojo energijo (tj. zalogo vodika), že v manj kot eni milijardi let, zato je za razvoj življenjskih pogojev na ustreznih planetih premalo časa. Zato iščejo zvezde, ki jih lahko primerjamo z našim Soncem, saj izhajamo iz tega, da je za razvoj življenja, kot ga poznamo na Zemlji potrebna, ena cela milijarda let. Približno 70 % vseh zvezd so rdeče pritlikavke z majhnim izsevom in maso, in s popolnoma konvektivno sredico, zaradi česar živijo dlje, saj porabijo vso zalogo vodika, ki jim je na razpolago. Po navadi so te tudi bliščne spremenljive zvezde, kar pomeni, da se lahko njihov izsev v nekaj trenutkih (od nekaj sekund do nekaj minut) tako poveča, da  infrardeče sevanje oz. toplota uniči življenjske oblike na planetu. Čeprav imajo te zvezde dolgo življenjsko dobo, ki je bistveno večja kot pri našem Soncu, so njihov izsev, masa in težnost bistveno manjša.
Poleg tega je vsaka druga zvezda članica dvozvezdja ali celo večzvezdja. Zato tu govorimo o dveh ali celo več zvezdah, ki obkrožajo ena drugo, točneje povedano, krožijo koli skupnega težišča. Fizikalne simulacije so pokazale, da so planeti v takšnih sistemih na zelo nestabilnih krožnicah, orbitah, in se prej ali kasneje zaletijo v matično zvezdo ali pa jih izvrže iz sistema; gre torej za problem treh in več teles, pri katerem se njihove orbite spreminjajo skozi čas. Izjemo tvorijo planeti, ki so daleč od svojih zvezd, tako da deluje težnost obeh ali treh zvezd le kot ena zvezda, zaradi česar ima planet stabilno orbito (problem dveh teles). Verjetnost, da ima več-zvezdni sistem več planetov preko večjega časovnega obdobja, je zato zelo majhna. Če dve galaksiji trčita ena v drugo, se zaradi velikanskih in dolgotrajnih časovnih obdobij ne da povsem izključiti trčenja planetarnih sistemov, vendar pa ti praviloma izgubijo veliko kozmičnega plina, zato na novo nastale galaksije (po navadi prstanaste galaksije) ne morejo ustvarjati nobene zvezde več.
- {\displaystyle f_{\mathrm {s} }\!\,} – delež Soncu podobnih zvezd
- {\displaystyle f_{\mathrm {p} }\!\,} – delež zvezd s planetarnimi sistemi:

Koliko zvezd v naši galaksiji ima planetarne sisteme? Opazovanja so pokazala, da je približno polovica vseh zvezdnih planetarnih sistemov, kot je npr. naše Osončje, ki bi jih lahko gostile matične zvezde. Od leta 1995 naprej vemo, da so zelo občutljivi detektorji s pomočjo natančnih merjenj radialnih hitrosti Soncu podobnih zvezd odkrili že preko 200 zunajosončnih planetov. Z vedno večjo občutljivostjo astronomskih inštrumentov, novimi metodami odkrivanja in z daljnogledi z vedno večjo ločljivostjo bo možno izvesti natančnejša merjenja. Doslej so lahko našli samo zunajosončne planete, ki so približno tako veliki kot Jupiter (zgornja meja je približno 17 Jupitrovih) in/ali so zelo blizu matičnemu Soncu in ga zato obkrožijo že v treh dneh. Na teh planetih zagotovo niso ustrezni pogoji za življenje kot ga poznamo; pravijo jim »vroči Jupitri«.
- {\displaystyle n_{\mathrm {e} }\!\,} – število planetov v ekosferi:

Ekosfera je področje v Sončevem sistemu, ki ima fizikalne pogoje za nastanek življenja in se njegov obstoj na njegovem površju ne da popolnoma izključiti. Planet sme, kar je odvisno od velikosti, izseva in mase matične zvezde, gostiti planet, ki ni ne predaleč (ko na planeti voda zmrzne) in ne preblizu (kjer voda izpari). Če je predaleč, je preprosto rečeno prehladen; če je preblizu pa prevroč zaradi česar Sonce, zvezda odpihne atmosferi stran. V našem Sončevem sistemu se nahajajo trje planeti v ekosferi: Venera, Mars in Zemlja.
- {\displaystyle f_{\mathrm {l} }\!\,} – naseljivi planet z življenjem:

Na več planetih v ekosferi bi lahko nastalo življenje? Za ta dejavnik ne obstaja nobene znanstvene osnove. Kot dober primer nam služi naš Sončev sestav. Da bi popolnoma nedvoumno določili, kaj življenje sploh je, predstavlja že samo po sebi zadosten, nepremostljiv problem.
- {\displaystyle f_{\mathrm {i} }\!\,} – planeti, ki gostijo razumno življenje:

Če se na enem planetu razvije življenje, to še ne pomeni, da se bo razvilo v razumne življenjske oblike, sposobne zavedanja o svojem obstoju in željah. Tudi za ta dejavnik ne obstaja nobene znanstvene osnove. Sončev sistem lahko uporabimo le kot osnoven model. Pri tem se postavlja tudi vprašanje, kako razumne oblike sploh določimo (definiramo).
- {\displaystyle f_{\mathrm {c} }\!\,} – medzvezdno sporazumevanje:

Koliko razumnih civilizacij ima interes za sporazumevanje z drugimi posameznimi vrstami? Samo te imajo zanimanje po sporazumevanju, za nas pa obstaja možnost, da jih sami najdemo. Astronomi izhajajo iz tega, da razumna bitja tudi sama iščejo razumne oblike življenja (tudi v smislu trgovinske izmenjave, političnih in ideoloških prepričanj, …).
- {\displaystyle L\!\,} – življenjska doba ene tehnične civilizacije:

Kot tehnično civilizacijo označujemo civilizacijo, ki je sposobna sprejeti radijski signal iz vesolja in ga zopet poslati nazaj. Življenje na planetih je ogroženo zaradi zunanjih in notranjih dejavnikov. Popolno uničenje se lahko izvede s pomočjo kataklizmičnih dogodkov, ki so v zemeljski zgodovini že večkrat vodili do masovnega izumrtja. Sem spadajo tudi drastične, korenite spremembe podnebja zaradi masivnih vulkanskih izbruhov ali zaradi udarcev kometov ali asteroidov. Povsem izključiti ne moremo niti samouničenja tehnične civilizacije oz. uničenje tehnične civilizacije zaradi druge vrste, kot so npr. virusi. Ker je trajanje zvezd omejeno, je tudi življenjska doba tehnične civilizacije v njenem zvezdnem sistemu omejena.
Civilizacije v zunajosončnih sistemih morajo imeti zadostne in od zvezde neodvisne izvore energije, vendar pa zakon o ohranitvi energije prepoveduje perpetuum mobile (se pravi mehanizem, ki opravlja koristno delo brez dovajanja energije iz okolice) in če so daleč stran od svojih ali drugih zvezd, obstaja zelo malo virov energije.

## Negotovosti
Odločilnega pomena za izraznost Drake-ove enačbe so negotovosti posameznih dejavnikov. Še posebej so pomembni zadnji štirje dejavniki, ki niso kaj več kot le zelo razpršene domneve in špekulacije kot za trden, otipljiv in neizpodbiten rezultat. Zaradi vsega tega, tj. produkta vseh negotovih dejavnikov, je blaga domneva o obstoju razumnih civilizacij izrazito netočna.

## Modeli
Po vzoru Drake-ove enačbe so že postavili tri modele, in sicer:
1. Zmerni model: Ena civilizacija v naši galaksiji.
2. Optimistični model: 100 civilizacij  naši galaksiji, v povprečju oddaljenih 5000 svetlobnih let med dvema civilizacijama, ki lahko med seboj komunicirata.
3. Entuziastični model: 4.000.000 civilizacij v naši galaksiji, 150 v povprečju od druga druge.